# 松浦ゆきな
松浦 ゆきな（まつうら ゆきな、1995年3月3日 - ）は、日本のAV女優。ツートッププロ所属。ロータスグループの解体・再編によりファンスタープロモーションに所属していたが、2017年3月13日 より
松表　ゆきな（まつおもて　ゆきな）に改名し、所属もフリーとなった。現在はロック座所属のストリッパー。

## 略歴・人物
2015年にデビューしたロリ系AV女優。

## 出演作品

### アダルトDVD
2015年
- 「エッチなら私のほうが上!」 姉に劣等感を抱く妹が姉の彼氏を思い切って誘惑すると彼氏がその気に!ムキになった姉と絶対に負けたくない妹の戦いが始まる!!（3月3日、DOC）他出演:陽木かれん、渋谷美希、里咲しおり
- 働くオンナ猟り vol.19 就活中の女子大生たちをとことんハメ廻す!! 新宿就活学生編（4月10日、プレステージ）他出演:小谷みく、向井こころ、木下寧々、南菜々
- 水泳部の男子部員は、俺ひとりだけ。 水泳部の天使6人と、夢の放課後ハーレム性活♥（4月22日、プレステージ）共演:なごみ、星空もあ、武藤つぐみ、夕樹あさひ、葉山美空
- マッサージに専念するあまりブラが浮いて乳首が丸見えのエステティシャン（5月21日、アイエナジー）他出演:早乙女らぶ、彩城ゆりな、幸坂エミ
- 転校したら男は僕一人ぼっちだった… 9（5月21日、AKNR）共演:なつめ愛莉、高山えみり、若月まりあ、彩城ゆりな、里咲しおり、浅倉愛、山本美和子、かのんこゆる、葉山美空、星野ひびき、夏海花凛、吉川いと、春海紗奈、久留美なな、あゆみ翼、御舟みこと、みずのみう、川原里奈、月野こころ、愛原れの、杏咲望、原波瑠
- 日焼け×パイパン×色白従順いいなり少女 俺様の命令は絶対や! 野外連れ出し露出調教（6月26日、FIRST STAR）
- アナル処女喪失（7月10日、FIRST STAR）
- ユッキーはお○んちょツルツル日焼け美少女 森のペンション猥褻遊戯（7月19日、キチックス）
- パンチラ女子に突然 背後から手コかれちゃった僕。（8月13日、アロマ企画）他出演:逢沢るる、彩城ゆりな、七瀬ひとみ、白咲桃、かのんこゆる
- ド田舎の川辺で見つけた 生まれたての妖精アナル生SEX（8月19日、キチックス）
- 入院中の女子大生を彼氏からガチ寝取りする医師（8月20日、スターパラダイス）
- 悪い娘にはおしおきじゃ〜! 校長先生の女学生しつけ（8月20日、スターパラダイス）他出演:七星くるみ、西口あられ
- 女子校生 つるりんパイパン まん土手図鑑 第二号（8月25日、アロマ企画）他出演:逢沢るる、長谷川夏樹、橘かえで

## 出演

### テレビ
- 第1回パラダイステレビ的エロゲーム実況生放送（2016年2月11日、パラダイステレビ）[1]